# Sloclap
Sloclap est un développeur de jeux vidéo français basé à Paris et fondée en 2015 par des anciens développeurs d'Ubisoft Paris, trois jeux ont été produits par la société : Absolver, Sifu et Rematch.

## Historique
Sloclap est créé en 2015 par d'anciens développeurs d'Ubisoft Paris. Leur premier projet est Absolver, sorti le 29 août 2017, qui s'est vendu à plus de 250 000 exemplaires moins d'un mois après son lancement.
En septembre 2021, Sloclap fonde avec 6 autres studios indépendants l'éditeur Kepler Interactive, avec une première levée de fonds de la part de NetEase Games à hauteur de 120 millions de dollars (soit l'équivalent de 103 millions d'euros). L'entreprise est dirigée par le Français Alexis Garavaryan et compte comme actionnaires les studios-fondateurs du groupe : A44 ( Nouvelle-Zélande), Alpha Channel ( Canada), Ebb Software ( Serbie), Shapefarm ( Japon), Timberline ( États-Unis), Sloclap ( France) et Awaceb ( France),,,.
Le second jeu du studio, Sifu, est sorti le 8 février 2022 : « Nous avons voulu pousser plus loin qu’Absolver dans la représentation du combat au corps-à-corps et la vision artistique, capitaliser sur nos acquis tout en corrigeant ce qui pouvait pêcher sur notre premier jeu » affirme l'un des directeurs.

## Jeux développés
| Année | Titre    | Plateformes                                                      |
| ----- | -------- | ---------------------------------------------------------------- |
| 2017  | Absolver | Microsoft Windows, PlayStation 4, Xbox One                       |
| 2022  | Sifu     | Microsoft Windows, PlayStation 4, PlayStation 5, Nintendo Switch |
| 2025  | Rematch  | Microsoft Windows, PlayStation 5, Xbox Series                    |